# Detroit Marriott at the Renaissance Center
Detroit Marriott at the Renaissance Center – wieżowiec w Detroit w USA, zaprojektowany przez John Portman & Associates.
Jego budowa, rozpoczęta w roku 1973, zakończyła się w 1977 roku. Ma 221 metrów wysokości i 70 pięter nad ziemią. Pod ziemią znajdują się jeszcze dwa piętra. Wykonany został w stylu nowoczesnym, głównie z betonu i szkła. Jego bryłę tworzą dwie cylindryczne wieże. Większa – właściwa część wieżowca – i mniejsza (w której znajdują się windy). Ulokowany jest on w centrum Renaissance Center i otoczony czterema takimi samymi budynkami o wysokości 159 metrów. W kompleksie tym znajduje się światowa siedziba General Motors. Jest to od roku 1977 najwyższy wieżowiec w Detroit oraz w całym stanie Michigan, a także jeden z najwyższych na świecie hoteli. Ostatnie dwa piętra zajmuje restauracja Coach Insignia. Poza hotelem i restauracją w budynku tym znajduje się centrum konferencyjne, muzeum, centrum handlowe, centrum odnowy. Wykorzystywany jest także jako punkt obserwacyjny. W 2003 roku zakończyła się renowacja budynków kompleksu, która kosztowała ok. 500 milionów dolarów.